# Подусів
По́дусів — село в Україні, у Львівському районі Львівської області. Населення — 321 особа. Орган місцевого самоврядування — Перемишлянська міська рада.

## Географія
У селі бере початок річка Домброва.

## Історія
Перша відома письмова згадка — 1 жовтня 1389 року; Король Владислав Ягайло своєю грамотою, виданою у Львові, надав село Павлу Чехові з Заградища. Однак, археологічні джерела засвідчують, що освоєння людьми території теперішнього села і його найближчих околиць відбувалось ще задовго до цього. Адже неподалік Подусова виявлено могильник липицької культури, яка існувала у Верхньому Подністров'ї та Покутті протягом І — початку ІІІ століття. Традиція побудови поселенського простору продовжилась і в часи Галицько-Волинської держави, зокрема на обширах поміж Подусовом, Янчином і Болотнею зафіксовано декілька поселень ХІ — ХІІІ століть. Додатковим підтвердженням є слов'янське походження найменування села від власного імені Подусило, яке виводиться від словосполучення «хлопець під усом».
27 січня 1441 р. — Подусів згадується у справі поділу с. Полюхів між шляхтичем Дробишем та його племінниками Яцьком та Юзьком.
21 квітня 1475 р. — брати Микола та Андрій з Подусова за 160 гривен продали свою частину села Ґжегожу з Сянока, архієпископу Львівської римо-католицької єпархії.
У податковому реєстрі 1515 року село документується як спустошене.
Липень 1540 р. — село разом з неподалік розташованими Болотнею та Подусільною стали причиною судових суперечок шляхтича Миколи Шперки з Нараєва і архієпископа Львівської римо-католицької єпархії Петра, у якій змушений був втрутитися навіть польський король Сигізмунд І.
Осінь 1648 р. — в часі походу Богдана Хмельницького, кримські татари, що були його союзниками, пограбували Подусів.
1724 р. — перша згадка про дерев'яну церкву св. Симеона Стовпника у Подусові.
23 квітня 1842 р. — в Подусові народився Орест Авдиковський.
1887 р. — населення Подусова складало 868 осіб (810 греко-католиків та 58 римо-католиків).
Осінь 1904 р. — у селі створено читальню «Просвіти», однак протягом наступних місяців її діяльність почала занепадати. У 1909 р. національно свідомі селяни спробували відродити подусівську «Просвіту», але ця спроба була марною. Ініціатором відновлення сільського осередку товариства у 1920-1930-х рр. був Микола Грицьків, а до найактивніших членів належав Василь Галапа. В квітні 1939 року польська влада заборонила діяльність читальні "Просвіта". Також було заборонено діяльність товариств "Рідна школа" та "Сільський господар". Українська молодь Подусова брала участь у національно-патріотичній організації «Луг».
1910 р. — у селі проживало 947 людей, а саме 898 греко-католиків, 42 юдеї та 7 римо-католиків. Греко-католицькою парафією опікувався священик Микола Цегельський.
Грудень 1913 р. — жителі Подусова Семко Кузів, Микола Олексюк та Лев Волощакевич надіслали листа до централі «Січі» з проханням посприяти утворенню сільського осередку цього пожежно-рахункового товариства.
1 серпня 1914 р. — початок Першої світової війни. У лавах легіону Українських січових стрільців воював уродженець Подусова Антін Борщ, який загинув 3 вересня 1916 р. у бою з російськими військами на горі Лисоня.
Серпень-вересень 1914 р. — австро-угорською адміністрацією з Галичини вивезено понад 10 тис. осіб, серед них Тому Камінського та Олексу Олійника з Подусова, яких відправлено до концентраційного табору Талергоф.
Вересень-листопад 1930 р. — пацифікація в Галичині охопила 450 сіл з 3500, у тому числі і Подусів.
6 травня 1937 р. — Василь Галапа взяв участь у нападі оунівців на власників фільварку Марію та Мечислава Ясінських у Белзі з метою експропріації майна, за що його у березні 1938 р. було засуджено польською владою на два роки ув'язнення.
1939 р. — в селі проживало 1190 мешканців, з них 1150 українців, 10 поляків, 30 євреїв. У селі діяли кооперативи «Ощадність», «Маслосоюз» та «Господарсько-суспільна спілка», які організовували українців за принципом «Свій до свого по своє».
10-13 лютого 1940 р. — населення Подусова торкнулася перша хвиля депортацій із Західної України, під час якої виселяли, передусім, осадників та лісників. Так, разом з родиною у Сибір було вивезено подусівського лісничого Казимира Муху.
Червень 1941 р. — масові вбивства більшовиками заарештованих людей у в'язницях, зокрема мешканців Подусова Федора Зварича, Олексія Колича та Михайла Репету.
В період німецької окупації Подусів належав до крайзе з осередком у Золочеві. Війтом Подусова у цей час був селянин Миськів, який вирішував усі поточні справи разом з радою, до якої входило 5-10 місцевих жителів. Українське населення зазнало масового вивезення на роботу в Німеччину та примусової праці в «баудінстах» (робочих батальйонах). До числа остарбайтерів потрапили і жителі села Подусів. Відомо про 6 євреїв з села, які загинули в роки німецької окупації.
1943 р. — на території Галичини з ініціативи ОУН організовано Українську народну самооборону — збройні формування українського визвольного руху, з грудня 1943 р. — «УПА-Захід». Більше 50 жителів села були членами ОУН або воювали у лавах УПА. Серед них: референт пропаганди районного проводу ОУН Василь Галапа («Зуб»), член районного проводу ОУН Степан Дяків, підрайонний провідник ОУН Петро Кузів («Хмара»), районний провідник ОУН Іван Умриш («Ворон»), станичий Подусова Степан Костів («Підкова»).
13 липня — 29 серпня 1944 р. — Львівсько-Сандомирська наступальна операція, внаслідок якої Західну Україну зайняли радянські війська. 20 липня 1944 р. Червона армія увійшла в Подусів. Упродовж травня-липня 1944 р. в селі діяв підпільний шпиталь УПА.
6 серпня 1944 р. стрільці УПА, що перебували у Подусові, ліквідували двох співробітників НКВС( Гончаров- вбитий, Качаєв -тяжко поранений ), вилучивши у них список розвідувальної мережі на Перемишлянщині.
10 серпня 1944 р. поблизу лісу на околицях Подусова відбувся бій між гарнізоном внутрішніх військ НКВС (чисельністю 100 чоловік) та відділом УПА. Радянські солдати змушені були відступити. У післявоєнні роки Подусів, як і інші довколишні села, був місцем постійних облав та засідок радянських спецзагонів й внутрішніх військ, які намагались ліквідувати українське підпілля.
30 січня 1946 р. НКВС вдалося захопити криївку ОУН в Подусові. У прийнятому бою загинув референт пропаганди надрайону ОУН Йосиф Петриків («Береза»). Біля села 12 лютого 1946 р. відбувся бій сотні ВО-3 УПА-Захід «Риболовці» на чолі з Олексієм Шніцером («Меч») із загоном НКВС. Під час бою загинув кущовий ОУН у Подусові Йосиф Олійник («Рух»), а командир сотні потрапив у полон.
До кінця 1940-х рр. внутрішні війська, спецзагони НКВС постійно влаштовували у селі засідки та облави, проводили обшуки господарств селян з метою виявлення криївок і фізичного знищення повстанців. Зокрема, у влаштовану засідку біля с. Подусів 2 липня 1947 р. потрапило двоє місцевих повстанців, з яких один був поранений і, щоб не здатися в полон, застрелився, а другому пощастило врятуватись. Протягом 3-7 серпня 1947 р. у лісі між селами Подусів, Полюхів та Болотня було проведено велику більшовицьку облаву. 24 грудня 1947 р. місцеві бійці УПА знищили у Подусові лінію зв'язку.
У січні 1948 р. більшовицькі облави провели в селах Подусів, Пнятин, Тучне, Лагодів. 25-26 жовтня 1949 р. загін внутрішніх військ влаштував засідку в Подусівському та Білецькому лісах. 21-23 березня 1950 р. знову відбулись облави в Подусові, Дусанові, Бачеві, Подусільні та Болотні. Український визвольний рух навіть у вкрай несприятливих умовах продовжував нерівну боротьбу з потужною радянською каральною машиною.
1944-1950-ті рр. — масштабна кампанія примусових виселень місцевого населення у віддалені регіони СРСР, як засіб боротьби радянської влади з національно-визвольним підпіллям. Із Подусова у цей час було репресовано та виселено понад 90 осіб, 14 з них померли у таборах, ще 12 не повернулись, або ж їхня подальша доля невідома. Основна хвиля депортацій сімей із Подусова припала на жовтень 1947 р., коли проводилась операція «Захід». Тоді виселенню з села й відправленню у віддалені райони СРСР підлягали 10 родин загальною кількістю 45 осіб, це зокрема родини Борщ, Грицьків, Зварич, Луців, Максимів, Олійник, Янчишин та ін.
1949 р. — господарства жителів Подусова примусово увійшли до колгоспу. Тоді ж у селі було створено осередки партійної та комсомольської організацій, діяльність яких спрямовувалась на насаджування тоталітарної ідеології та радянської пропаганди.
1955 р. — Подусів було підпорядковано укрупненій Болотнянській сільській раді, а з 1959 р. село вже входило до Брюховицької сільської ради. У 1965 р. Подусів вже належав до відновленого Перемишлянського району.
З 1939 р. до 2014 р. кількість населення села зменшилась з 1190 до 526 осіб.

## Релігія
У 2008 році православна громада села перейшла з УАПЦ до УГКЦ. Об'єднавчий процес тривав 5 років.

## Відомі люди
- У селі народився український письменник Авдиковський Орест Арсенович.
- громадський діяч, посол польського сейму Кузьмович Володимир Іванович.